# Sergei Wladimirowitsch Paramonow
Sergei Wladimirowitsch Paramonow (russisch Сергей Владимирович Парамонов; * 25. Juni 1961 in Moskau, Sowjetunion; † 15. Mai 1998 in Moskau) war ein russisch-sowjetischer Sänger, der als Kind mit seinem Knaben-Sopran Bekanntheit erlangte. Insbesondere machte er im Fernsehen und auf Schallplatte Lieder des Komponisten Wladimir Schainski aus der Trickfilm-Reihe Tscheburaschka populär.

## Leben
Sergei Paramonow wuchs als einziges Kind eines Schlossers und einer Hochschullehrerin auf. Er erwies sich schon im Kindergarten als musikalisch, und 1971 meldete ihn seine Großmutter beim Großen zentralen Kinderchor des sowjetischen Radios und Fernsehens an, wo er ein Jahr später für solistische Auftritte ausgewählt wurde. Zu einem Höhepunkt gelangte er 1972 im populären Jahresendkonzert Lied des Jahres (Pesnja 1972) im Moskauer Säulensaal der Gewerkschaften, als er das Lied des Krokodils Gena aus dem Trickfilm Tscheburaschka vortrug. Der Auftritt wurde aufgrund der Begeisterung des Publikums spontan wiederholt.
In dem Chor wirkte Sergei Paramonow bis Mai 1975, kurz vor seinem Stimmbruch im Alter von knapp 14 Jahren, mit. Er sang auch in der Filmmusik mehrerer Kino- und Fernsehfilme.
Etwa 20 seiner Auftritte sind erhalten. In der Sowjetunion wurde er mit dem italienischen Kindersänger Robertino Loreti verglichen. Als Erwachsener trat er mit verschiedenen Musiker-Formationen wieder als Sänger auf. Der überragende Glanz seiner Stimme war aber nach dem Stimmbruch verloren, und er konnte nicht an seine früheren Erfolge anknüpfen.
Er war zweimal verheiratet und hat aus zweiter Ehe einen Sohn Alexander (* 1996). Im Alter von 32 Jahren erkrankte er an Tuberkulose und wurde invalidisiert. 1998 starb er zirka einen Monat vor seinem 37. Geburtstag an Herzversagen und wurde allein in seinem Badezimmer aufgefunden.